# ディエゴ・ファグンデス
ディエゴ・サンティアゴ・ファグンデス・ぺぺ（Diego Santiago Fagúndez Pepe , 1995年2月14日 - ）は、ウルグアイ・モンテビデオ県モンテビデオ出身、アメリカ合衆国・マサチューセッツ州レミンスター育ちのサッカー選手。メジャーリーグサッカー・ロサンゼルス・ギャラクシー所属。ポジションはMF。

## クラブ経歴
1995年にウルグアイの首都モンテビデオで生まれ、4歳の時に家族と共に渡米し、マサチューセッツ州レミンスターに移住。地元のユースクラブを経て2009年にニューイングランド・レボリューションのユースチームに入団。ユースリーグなどで活躍し、2010年11月には15歳でプロ契約を締結。2011年シーズンより高校生ながら正式にトップチームに昇格。4月26日のUSオープンカップのD.C.ユナイテッド戦で、16歳でプロデビュー。8月6日のチーヴァスUSA戦でプロ初ゴールを決めた。2013年シーズンより先発に定着し、同年シーズンは33試合13ゴールを記録。以降もチーム生え抜き選手として活躍し、2017年シーズンにはリーグの最優秀MF賞を受賞。2018年10月28日のモントリオール・インパクト戦でMLS史上最年少50ゴールを達成した。更に2020年3月7日のシカゴ・ファイアーFC戦では、それまでのチーム記録だったジェイ・ヒープスの243試合出場を破る、チーム新記録の通算244試合出場を達成した。
2021年1月5日、オースティンFCに加入する事が発表された。
2023年8月1日、ロサンゼルス・ギャラクシーに移籍した。

## 代表歴
2012年からU-20のウルグアイ代表に招集され、2019 FIFA U-20ワールドカップの代表候補にも挙がっていたものの落選。因みにU-20代表の方は、同大会で準優勝を果たした。2015年に南米ユース選手権に出場。しかし、それ以降はフル代表にも招集されていないことから、アメリカ国内ではファグンデスのアメリカ代表入りを熱望する意見が挙がっているとも言われている。

## 人物
- 父のワシントンも元サッカー選手で、ポジションはGKで、現役時代はセントラル・エスパーニャFCなどでプレーした。
- 2013年にアメリカ合衆国のグリーンカードを取得した。
- 2014年9月7日のシカゴ・ファイアーFC戦で、1-1に追い付く同点弾を決めたファグンデスは、ゴール裏の記者席に入り、マスケット銃を手にして自らのゴールを「祝砲」するパフォーマンスを披露した[6]。